# Abraham Abreu
Abraham Abreu (Caracas, 1939) is een Venezolaans clavecinist, pianist en componist.

## Levensloop
Abreu liep eerst school aan de Georgia Institute of Technology en genoot vervolgens zijn opleiding piano en klavecimbel aan de Yale-universiteit in de Verenigde Staten. Hij was ook in 1972 korte tijd student bij Gustav Leonhardt.
Hij is in talrijke landen opgetreden: Engeland, Schotland, Frankrijk, Italië, Duitsland, Oostenrijk, Zwitserland, Noorwegen, Nederland, Verenigde Staten, Colombia, Argentinië, Mexico, Guatemala, Chili en Brazilië.
Hij was docent aan de Universiteit Simón Bolívar en aan de Experimentele muziekschool Manuel Alberto López. In Venezuela werd hij zeer bekend door zijn optredens voor radio en TV.
In 1992 was Abreu lid van de jury voor de eerste Bach Competitie in Saarbrücken. In 1995 werd hij lid van de jury voor het internationaal klavecimbelconcours, in het kader van het Festival Musica Antiqua in Brugge. In 1984 had zijn zoon Aldo Abreu in het Brugse concours voor barokinstrumenten de Tweede prijs blokfluit behaald.  

## Discografie
Abraham Abreu heeft verschillende platenopnamen gerealiseerd, waaronder:
- Bach, Couperin & Scarlatti (1972)
- Trío Barroco Abreu (met zijn zoon Aldo en zijn dochter Marien) (1993)
- Volledige werken voor klavecimbel van Johann Sebastian  van Bach (1996)
- Dúo klavier-gitaar, met with J. Coles (1997)
- Klavecimbel, Clavicord en Piano (1999).